# آثار منسوب به عیسی
آثار مرتبط با عیسی (Arma Christi) تعدادی از آثار ادعایی مرتبط با عیسی در طول تاریخ مسیحیت به نمایش گذاشته شده‌است. در حالی که برخی از افراد به صحت آثار یادگار مقدس عیسی اعتقاد دارند، برخی دیگر در اعتبار آنها تردید دارند. به عنوان مثال، دسیدریوس اراسموس فیلسوف قرن شانزدهم در مورد تکثیر آثار و تعداد ساختمان‌هایی که می‌توان از بقایای چوبی ساخت، ادعا کرد که از صلیب مصلوب شدن عیسی ساخته شده‌است.